# Sjarhej Kancavy
Sjarhej Uladzimiravič Kancavy (in bielorusso Сяргей Уладзіміравіч Канцавы?; Homel', 21 giugno 1986) è un allenatore di calcio ed ex calciatore bielorusso, di ruolo difensore, vice tecnico dell'Islač.

## Carriera

### Giocatore
Ha giocato nella massima serie dei campionati bielorusso, kazako ed uzbeko.